# ماجد الصادقي
السيّد ماجد بن هاشم بن علي بن مرتضى بن علي بن ماجد  العريضي الصادقي الجد حفصي الحسيني  البحراني (ت. 1028 هـ). هو رجل دين وفقيه ومُحدّث شيعي بحراني أصله من قرية جد حفص البحرانية(1) إلّا أنّهُ هاجر إلى شيراز واستقرّ فيها إلى آخر أيام حياته، وينقل مُترجموه أنّه أول من نشر علم الحديث فيها، وهو محل توثيق كل من ترجموا له من رجاليي الشيعة، ومنهم: يوسف البحراني(2) والحرّ العاملي،(3) والماحوزي،(4) وعلي البلادي صاحب أنوار البدرين.(5)
نسبه: ماجد بن هاشم بن علي بن مرتضى بن علي بن ماجد بن محمد الإمامي بن أسد الله بن حمزه بن أحمد أبي طالب بن حيدر بن يحيى بن محمد بن علي بن جعفر بن مرتضى بن يحيى بن جعفر بن محمد بن اشرف بن جعفر بن حسن بن مسعود بن جعفر بن محمد بن علي بن أحمد بن عيسى الرومي بن محمد النقيب بن علي العريضي بن جعفر الصادق بن محمد الباقر بن علي زين العابدين بن الحسين بن علي بن أبي طالب

## تلامذته
| - الفيض الكاشاني. حيث يُنقل أنّهُ هاجر من قم إلى شيراز فقط للقاء الصادقي والتتلمذ عليه.(6) - محمد بن حسن بن رجب المقابي. - علي القدمي. - أحمد بن عبد السلام الجدحفصي. | - عبد الرؤوف الصادقي (ابنه). - عبد الرضا الحسيني. - محمد بن علي المقشاعي. - أحمد بن عبد الرضا البحراني. |

## وفاته
توفي في شيراز سنة 1028 هـ (الموافق لسنة 1618 م)، ودُفن في مشهد أحمد بن موسى الكاظم المعروف بشاه جراغ.

## مؤلفاته
| - الرسالة اليوسفية. - سلاسل الحديد في تقييد أهل التقليد. ومنه اقتبس هاشم التوبلاني اسم كتابه سلاسل الحديد وتقييد أهل التقليد بما انتخب من شرح نهج ابن أبي الحديد.(7) - وقف نامه. رسالة باللغة الفارسية نقل البلادي أنّها ”تتضمن وقف الخان الأفخم إمام قلي خان للمدرسة التي في دار العلم شيراز المعروفة بمدرسة الخان وموقوفاتها في غاية البلاغة ونهاية البراعة“. - تحفه سليمانيه. رسالة باللغة الفارسية ذكرها صاحب غاية المرام في ترجمته له. - خاتم سليمانى. رسالة باللغة الفارسية ذكرها صاحب غاية المرام في ترجمته له. | - حواشي على الشرائع والاستبصار والتهذيب. - حاشية على المعالم وخلاصة الرجال. - رسالة في مقدمة الواجب. - مقالة في العام المخصص. بحث أصولي. - قصيدة طويلة في رثاء الحسين بن علي بن أبي طالب. - ديوان شعر باسم ديوان السيد ماجد الصادقي. |

## الهوامش واللواحق
| - 1 - وله في قرية جد حفص مدرسة عُرفت بمدرسة آل الصادقي، وقد تحوّلت إلى حسينية في وقتنا المُعاصر وتُعرف باسم حسينية الشاري، وتُنقل عنه أشعار كثيرة في الحنين إلى الوطن، ومنها: يا ساكني جد حفص لا تخطفكم ريب المنون ولا نالتكم المحن ولا عدت زهرات الخصب واديكم ولا أغب ثراه العارض الهتن ما الدار عندي وإن ألفيتها سكنا يرضاه قلبي لولا الألف والسكن ما لي بكل بلاد جئتها سكن ولي بكل بلاد جئتها وطن - 2 - أفرد له البحراني في لؤلؤته ترجمة مختصرة له جاء فيها: ”وكان هذا السيّد محققاً مُدقّقاً شاعراً أديباً، ليس له نظير، في جودة التصنيف وبلاغة التحبير، وفصاحة التعبير، ودقّة النظر، وشعره فائقٌ في البلاغة، وخطبته في الجمعة - لبلاغتها وحسن تعبيرها - تأخذ بمجامع القلوب، وتفت لسماعها وتذوب“. - 3 - ذكره الحر العاملي في كتابه أمل الآمل قائلاً عنه: ”كان فاضلاً جليلاً شاعراً أديباً. له رسالة في الأصول، اجتمع مع الشيخ بهاء الدين محمد العاملي، وكان بينهما مودة، وكان الشيخ يثني عليه ويبالغ في ذلك“. - 4 - ذكره الماحوزي في الفصل الذي ألحقه بالبلغة في ذكر علماء البحرين، وقال عنه: ”السيد العلامة الفهامة محرز قصب السبق في جميع الفضائل والفائز بالرقيب والمعلى من قداح الكمالات الكسبية والوهبية من بين فحول الأواخر والأوائل“، ونقل كلامه بعض المؤلّفين كالنوري الطبرسي في خاتمة المستدرك. | - 5 - ذكره البلادي في أنوار البدرين مع نقل نصّ عبارة الماحوزي في الثناء على الصادقي. - 6 - ذكر ذلك يوسف البحراني في لؤلؤته نقلاً عن نعمة الله الجزائري الذي قال ما نصّه: ”كان لأستاذنا المُحقّق المولى محمد محسن الفيض الكاشاني صاحب الوافي وغيره ممّا يقارب مائتي كتاب ورسالة، وكان نشوؤه في بلدة قم فسمع بقدوم السيِّد الأجل المحقق المُدقِّق الإمام الهُمام السيِّد ماجد البحراني الصادق في شيراز فأراد الارتحال إليه لأخذ العلوم منه فتردد والده في الرخصة إليه، ثُمّ بنوا الرخصة وعدمها على الاستخارة، فلمّا فتح القرآن جاءت الآية: فَلَوْلاَ نَفَرَ مِن كُلِّ فِرْقَةٍ مِّنْهُمْ طَائِفَةٌ لِّيَتَفَقَّهُواْ فِي الدِّينِ وَلِيُنذِرُواْ قَوْمَهُمْ إِذَا رَجَعُواْ إِلَيْهِمْ لَعَلَّهُمْ يَحْذَرُونَ، ولا آية أصرح وأنصّ وأدل على هذا المطلب مثلها، ثم بعدها تفأّل بالديوان المنسوب إلى أمير المؤمنين عليه السلام فجاءت الأبيات هكذا: تغرب عن الأوطان في طلب العلى وسافر ففي الأسفار خمس فوائد تـفـرج هـمٍ واكـتـسـاب مـعـيـشـة وعـلـم وآداب وصـحـبـة مـاجـد“. - 7 - هناك عدّة كتب لها عناوين مُتقاربة، فمنها المذكور للصادقي وهو سلاسل الحديد في تقييد أهل التقليد، وكذلك سلاسل الحديد وتقييد أهل التقليد بما انتخب من شرح نهج ابن أبي الحديد من فضائل أمير المؤمنين والأئمة الطاهرين لهاشم التوبلاني، وسلاسل الحديد لتقييد ابن أبي الحديد ليوسف البحراني. |